# Huszárvándorlás-probléma
A huszárvándorlás-probléma, huszárkörút vagy sakktábla bejárása huszárral egy huszár lépéssorozata a sakktáblán, amely alatt a huszár a tábla minden mezőjét pontosan egyszer érinti. Ha az utolsó mező megegyezik a kiinduló mezővel, a körút zárt, másképp a körút nyitott.
A sakktábla bejárása huszárral matematikai probléma. Olyan algoritmus létrehozása, mely megkeresi ezt a bejárást, ismert számítástechnikai feladat. A huszárkörút problémája különböző méretű sakktáblákon fennáll, nemcsak a 8×8-ason, sőt a szabálytalan (nem téglalap) alakú táblákon is.

## Elmélet

A grafikon megmutatja a huszárkörút minden lehetséges változatát egy szabványos 8x8-as sakktáblán. A csomópontok számai a lehetséges lépések számát jelzik abból a pozícióból.

A huszárkörút-probléma egy sajátos Hamilton-út-probléma a gráfelméletből. A zárt huszárkörút megtalálása hasonló a Hamilton-kör problémájához. A Hamilton-út problémájától eltérően a huszárkörutat meg lehet oldani lineáris időben.

## Története

A huszár útja, Turk megoldása. Ez az egyéni megoldás zárt típusú (kör típusú), és így a tábla bármely pontján befejezhető

A legkorábbi ismert említése a huszárkörút problémájának a 9. századba nyúlik vissza. Rudrata Kavyalankara (5.15) c., szanszkrit nyelvű költészeti munkájában egy huszárkörút mintája egy fél táblán úgy van ábrázolva, mint bonyolult poétikai ábra (citra-alaṅkāra), turagapadabandha vagy rendezés huszárlépésben néven. Ugyanazt a verset négy, egyenként nyolc szótagos sorban el lehet olvasni balról jobbra vagy követve a huszárkörút vonalát. Mivel a szanszkrit átírására használt indiai írásrendszer szótag alapú, minden szótag egy mezőt jelenthet a sakktáblán. Rudrata példája a következő:
| से | ना | ली | ली | ली | ना | ना | ली |
| ली | ना | ना | ना | ना | ली | ली | ली |
| न | ली | ना | ली | ले | ना | ली | ना |
| ली | ली | ली | ना | ना | ना | ना | ली |

átírva
| se | nā | lī | lī | lī | nā | nā | lī |
| lī | nā | nā | nā | nā | lī | lī | lī |
| na | lī | nā | lī | le | nā | lī | nā |
| lī | lī | lī | nā | nā | nā | nā | lī |

Például az első sor olvasható balról jobbra vagy az első négyzetből a 2. sor 3. szótagjára (2.3) lépve, majd 1.5 – 2.7 – 4.8 – 3.6 – 4.4 – 3.2.
Az első matematikusok egyike, aki a huszárkörúttal kísérletezett, Leonhard Euler volt. Az első eljárás a huszárkörút megtalálására a Warnsdorf-szabály volt, amelyet 1823-ban írt le  H. C. von Warnsdorf.
A 20. században többek között az Oulipo írók csoportja is használta. A legjelentősebb példa a 10×10-es huszárkörút, amely meghatározza a fejezetek sorrendjét Georges Perec La Vie mode d’emploi regényében. A 2010-es sakkvilágbajnokság döntőjében, Visuvanádan Ánand és Veszelin Topalov között, a 6. játszmában Anand 13 egymást követő huszárlépést tett (igaz, mindkét huszárt használva); online kommentátorok azon tréfálkoztak, hogy Anand a játék során a huszárkörút problémáját próbálta megoldani.

## Létezés
Schwenk bebizonyította, hogy minden m×n-es táblán, ahol m≤n, mindig létezik egy zárt huszárkörút, kivéve, ha az alábbi feltételek valamelyike igaz:
1. m és n értéke egyaránt páratlan
2. m = 1, 2 vagy 4
3. m = 3 és n = 4, 6 vagy 8.

Cull és munkatársai, valamint Conrad és munkatársai bebizonyították, hogy minden téglalap alakú táblán, amelynek a kisebbik mérete legalább 5, létezik egy (esetleg nyitott) huszárkörút.

## Körutak száma
Egy 8×8-as táblán pontosan 26 534 728 821 064 irányított zárt körút létezik. Az irányítatlan zárt körutak száma ennek a fele, mivel mindegyik körút fordítva is bejárható. Egy 6×6-os táblán 9862 irányítatlan zárt körút van.
Az irányított nyitott körutak száma egy n×n-es táblán, ahol n = 1, 2, … :
1; 0; 0; 0; 1728; 6 637 920; 165 575 218 320; 19 591 828 170 979 904.

## Körutak megtalálása számítógéppel
Számos módszer létezik a huszárvándorlás-probléma adott méretű táblán történő megoldására. Egyes módszerek algoritmikusak, mások csak heurisztikák.

### Brute force-algoritmusok

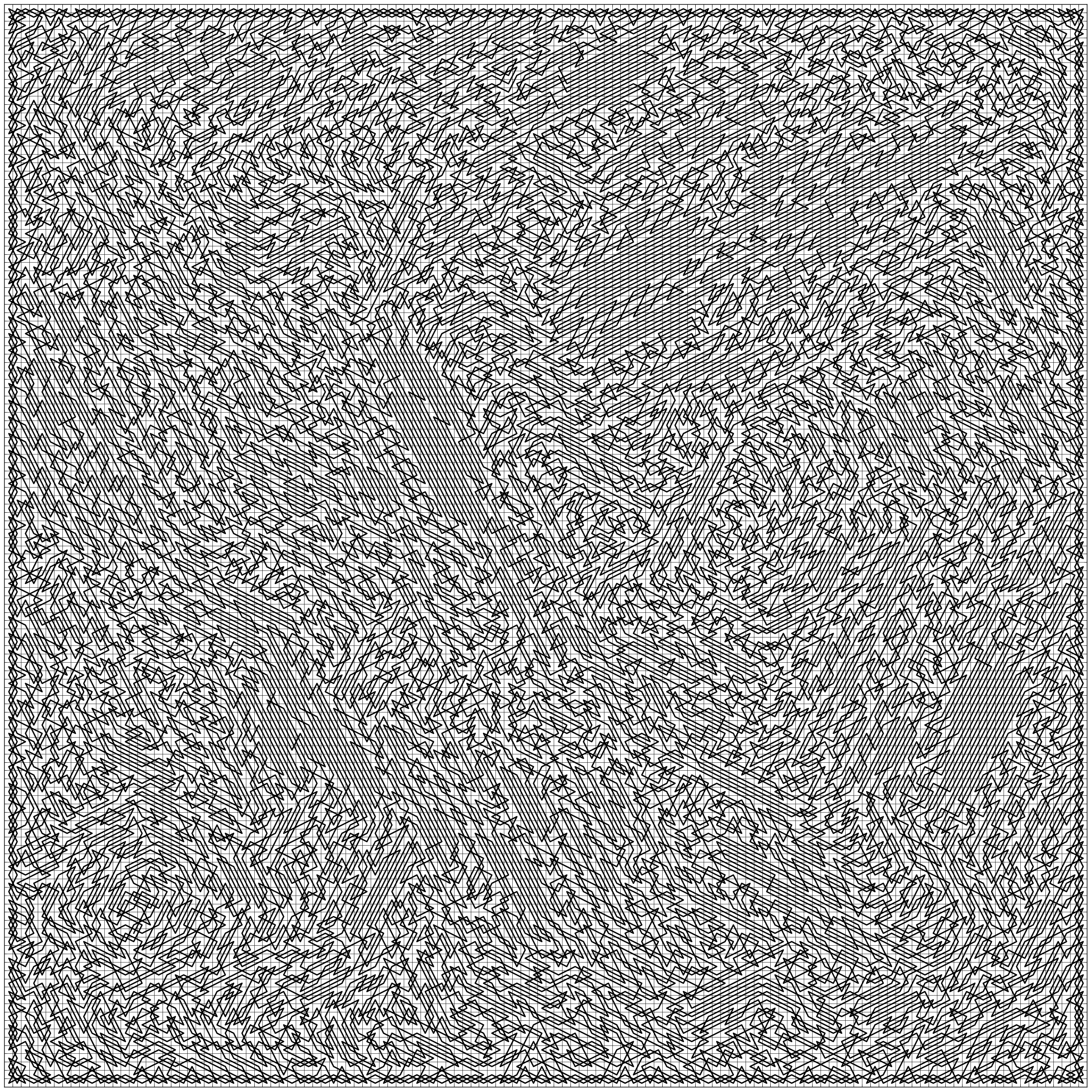
A Warnsdorf-szabály alapján létrehozott hatalmas (130×130-as) négyzetes nyitott huszárvándorlás.

A brute force-módszer (kimerítő keresés) a gyakorlatban csak a legkisebb táblaméreteken alkalmazható; például egy 8×8-as táblán mintegy 4·1051 lépéssorozat lehetséges, ami jóval meghaladja a modern számítógépek (vagy akár számítógép-hálózatok) lehetőségeit. Ennek a számnak a mérete azonban megtévesztő a feladat nehézségére nézve, ami „az emberi belátás és találékonyság segítségével […] különösebb nehézség nélkül megoldható."

### „Oszd meg és uralkodj” módszerek
Oszd meg és uralkodj-algoritmus segítségével, tehát a tábla kisebb részekre való osztásával, a kisebb részeken a huszárkörút megszerkesztésével, majd ezek összefűzésével, a feladat a legtöbb téglalap alakú táblán polinom időben megoldható.

### Megoldás neurális hálózattal

Neurális hálózattal talált, zárt huszárkörút egy 24×24-es táblán

A huszárvándorlás-probléma jól megoldható neurális hálózat segítségével is. A hálózat úgy van összerakva, hogy minden érvényes huszárlépést egy mesterséges neuron reprezentál, melyek kezdeti állapota véletlenszerűen „aktív” vagy „inaktív” (1 vagy 0 kimenet), ahol az 1 érték arra utal, hogy a neuron része a végső megoldásnak. Minden neuron rendelkezik egy (alább leírt) állapotfüggvénnyel, melynek kezdeti értéke 0.
A hálózat futtatásakor minden neuron megváltoztathatja az állapotát a (pontosan egy huszárlépésre lévő) szomszédai állapotai és kimenetei alapján, a következő szabályok szerint:
{\displaystyle U_{t+1}(N_{i,j})=U_{t}(N_{i,j})+4-\sum _{N\in G(N_{i,j})}V_{t}(N)}
{\displaystyle V_{t+1}(N_{i,j})=\left\{{\begin{array}{ll}1&{\mbox{ha}}\,\,U_{t+1}(N_{i,j})>3\\0&{\mbox{ha}}\,\,U_{t+1}(N_{i,j})<0\\V_{t}(N_{i,j})&{\mbox{egyébként}},\end{array}}\right.}
ahol {\displaystyle t} diszkrét időintervallumot jelképez, {\displaystyle U(N_{i,j})} pedig az {\displaystyle i} mezőt {\displaystyle j} mezővel összekötő neuron állapota, {\displaystyle V(N_{i,j})} az {\displaystyle i}-t {\displaystyle j}-vel összekötő neuron kimenete, {\displaystyle G(N_{i,j})} pedig a neuron szomszédainak halmaza.
Bár divergáló esetek elvileg elképzelhetők, a hálózatnak végül konvergálnia kell; ez akkor történik meg, ha {\displaystyle t} és {\displaystyle t+1} között egy neuron sem változtat állapotot. Ha a hálózat konvergált, az eredményül kapott hálózat vagy huszárvándorlást kódol, vagy két (esetleg több) egymástól független huszárvándorlást ugyanazon a táblán.

### Warnsdorf-szabály
|    | |    |    |    |    |    |    |
|    | \| \| \| \| \| \| \| \| \| \| \| \| \| \| \| \| \| \| \| \| \| \| \| \| \| \| \| \| \| \| \| \| \| \| \| \| \| \| \| \| \| \| \| \| \| \| \| \| \| \| \| \| \| \| \| \| \| \| \| \| \| \| \| \| \| \| \| \| \| \| \| \| |    |    |    |    |    |    |
|    | |    |    |    |    |    |    |
| a8 | b8 | c8 | d8 | e8 | f8 | g8 | h8 |
| a7 | b7 | c7 | d7 | e7 | f7 | g7 | h7 |
| a6 | b6 | c6 | d6 | e6 | f6 | g6 | h6 |
| a5 | b5 | c5 | d5 | e5 | f5 | g5 | h5 |
| a4 | b4 | c4 | d4 | e4 | f4 | g4 | h4 |
| a3 | b3 | c3 | d3 | e3 | f3 | g3 | h3 |
| a2 | b2 | c2 | d2 | e2 | f2 | g2 | h2 |
| a1 | b1 | c1 | d1 | e1 | f1 | g1 | h1 |

| a8 | b8 | c8 | d8 | e8 | f8 | g8 | h8 |
| a7 | b7 | c7 | d7 | e7 | f7 | g7 | h7 |
| a6 | b6 | c6 | d6 | e6 | f6 | g6 | h6 |
| a5 | b5 | c5 | d5 | e5 | f5 | g5 | h5 |
| a4 | b4 | c4 | d4 | e4 | f4 | g4 | h4 |
| a3 | b3 | c3 | d3 | e3 | f3 | g3 | h3 |
| a2 | b2 | c2 | d2 | e2 | f2 | g2 | h2 |
| a1 | b1 | c1 | d1 | e1 | f1 | g1 | h1 |

A Warnsdorf-szabály a huszárvándorlás megtalálására alkalmazott heurisztika. A huszárral mindig olyan mezőre igyekszünk lépni, melyre a lehető legkevesebbféleképpen lehet lépni. Amikor a szóba jövő mezők lehetséges bejövő lépéseinek számát kalkuláljuk, nem vesszük figyelembe a már meglátogatott mezőkről kiinduló lépéseket. Természetesen kialakulhatnak döntetlenek, ezek feloldására több módszer létezik, köztük a Pohl, illetve a Squirrel és Cull által kidolgozottak.
A szabály általánosabban bármely gráfra alkalmazható. Gráfelméleti fogalmakkal operálva, minden lépés a legalacsonyabb fokszámú szomszédos csúcsra történik. Bár a Hamilton-út probléma általánosságban NP-nehéz, számos, a gyakorlatban előforduló gráfon ezzel a heurisztikával lineáris időben megoldható. A huszárvándorlás-probléma ennek egy speciális esete.
A heurisztikát elsőként H. C. von Warnsdorf írta le 1823-ban megjelent "Des Rösselsprungs einfachste und allgemeinste Lösung" c. írásában.
A problémát tetszőleges kiindulási helyzetből a Warnsdorf-szabályt használva megoldó számítógépi programot Gordon Horsington publikálta 1984-ben a Century/Acorn User Book of Computer Puzzles c. könyvben.

## Fordítás
Ez a szócikk részben vagy egészben  a   Knight's tour című angol Wikipédia-szócikk ezen változatának fordításán alapul.  Az eredeti cikk szerkesztőit annak laptörténete sorolja fel. Ez a jelzés csupán a megfogalmazás eredetét és a szerzői jogokat jelzi, nem szolgál a cikkben szereplő információk forrásmegjelöléseként.